# Aberranta banyulensis
Aberranta banyulensis is een borstelworm uit de familie Aberrantidae. De wetenschappelijke naam van de soort werd in 2005 gepubliceerd door Mackie, Pleijel & Rouse.